# Celeste Taddei
Ivana Celeste Taddei Arriola es una política mexicana y diputada local por el Distrito 11 en Sonora, por parte del partido político de Morena en la LXIII Legislatura del estado. Celeste fue una de las diputadas responsables de que se aprobara el Decreto que reforma y deroga diversas disposiciones del Código de Familia para establecer el matrimonio igualitario en Sonora.

## Trayectoria
Comenzó su trayectoria profesional en la Universidad de Sonora, donde concretó una licenciatura en economía, así como también una maestría en innovación educativa. Gracias a sus conocimientos y niveles de estudio, en 2014 comenzó a impartir la materia de ciencias sociales en dos escuelas de la ciudad de Hermosillo, las cuales fueron Colegio Paulo y Colegio Larrea. Se dedicó a la actividad docente hasta el año 2020 para después comenzar su carrera política.

## Participación Política
Celeste Taddei ha demostrado su responsabilidad sociedad desde su participación en el activismo, y hoy en día en la diputación como un medio para lograr una ciudad, un Estado y un país más justo. Taddei, próxima a diputada local, dice ser fiel seguidora del proyecto de la 4T, el cual pretende ponerle fin al modelo neoliberal, ese que concentró la riqueza en unos cuantos para desfavorecer a la mayoría. El pilar más importantes para Taddei es la austeridad republicana. 
Ella  asegura que su bandera serán los derechos humanos como una demanda muy latente, puntualmente tiene el compromiso pleno junto con la bancada morenista de impulsar la legislación del matrimonio igualitario en Sonora.

### Iniciativa para la reforma al Código de familia en el Estado de Sonora
En septiembre de 2021, las diputadas Celeste Taddei de Morena y Rosa Elena Trujillo de Movimiento Ciudadano, presentaron la propuesta para la reforma al Código de familia.
La iniciativa propone reformar el Código de Familia del Estado de Sonora para modificar las partes donde menciona que el matrimonio es la unión entre “un hombre y una mujer” y sustituirlo por “dos personas” lo que permitiría que personas del mismo sexo puedan contraer matrimonio. 
Esta iniciativa ya ha sido tratada anteriormente por la pasada legislatura, la diputada Yumiko Palomares, de Morena,  pero no fue aprobada en comisiones.

#### Comisiones a las que pertenece
| Comisiones                                                          | Cargo      |
| ------------------------------------------------------------------- | ---------- |
| Comisión de Hacienda                                                | Presidenta |
| Comisión de Obras y Servicios Públicos                              | Secretaria |
| Comisión para la Igualdad de Género                                 | Secretaria |
| Comisión de Innovación, Ciencia y Tecnología                        | Secretaria |
| Comisión de los Derechos de la Niñez, la Adolescencia y la Juventud | Secretaria |
| Comisión de Asuntos del Trabajo                                     | Secretaria |
| Comisión de Justicia y Derechos Humanos                             | Secretaria |

### Participación Social
Por otra parte, Taddei fue partícipe dos años consecutivos desde 2010 en el Congreso Asociación Nacional de Estudiantes de Economía (ANEE). Siendo una asociación civil con sede en la Ciudad de México, formada por estudiantes de economía. Además, en el año 2012 fue vocera en la asamblea interuniversitaria #yosoy132, ENAH, Ciudad de México. Teniendo como objetivo el paro de la universidad ENAH, por medio de una marcha  para conmemorar la matanza estudiantil de 1968. Asimismo, participó en el movimiento estudiantil en protesta por la desaparición de los estudiantes de Ayotzinapa y en el movimiento feminista dentro de colectivos como "Pitayas Violetas".

## Antecedentes
Celeste es miembro de la familia Taddei, una destacada familia mexicana que ha enfrentado acusaciones de nepotismo en el estado de Sonora y en todo México.

## Alegaciones de Nepotismo
Celeste es la hija menor de la familia Taddei Arriola. Su padre, Jorge Taddei Bringas, se desempeña como delegado de la Secretaría del Bienestar en Sonora.
Su hermano, Pablo Taddei Arriola, ocupa el cargo de Director Nacional de LitioMx, una empresa estatal encargada de la extracción de litio.

## Miembros de la familia en cargos públicos
Otros miembros destacados de la familia Taddei que ocupan puestos clave en el ámbito público son:
- Guadalupe Taddei Zavala (Tía): Actualmente, se desempeña como Presidenta del Instituto Nacional Electoral, el organismo responsable de la organización de elecciones en México.[13]

- Álvaro Bracamonte Sierra (Tío): Sirve como Secretario Técnico del Consejo Nacional de MORENA.[14]

- Luis Rogelio Piñeda Taddei (Primo): Es el director del Centro de Investigaciones del Congreso de Sonora.[15]

## Definiciones Legales de Nepotismo
El texto plantea preocupaciones sobre el nepotismo, una práctica que está regulada por la ley mexicana. Sobre el nepotismo, las leyes mexicanas señalan en el Artítuclo 63 Bis de la Ley General de Responsabilidades Administrativas:
“Cometerá nepotismo el servidor público que, valiéndose de las atribuciones o facultades de su empleo, cargo o comisión, directa o indirectamente, designe, nombre o intervenga para que se contrate como personal de confianza, de estructura, de base o por honorarios en el ente público en que ejerza sus funciones, a personas con las que tenga lazos de parentesco por consanguinidad hasta el cuarto grado, de afinidad hasta el segundo grado, o vínculo de matrimonio o concubinato.” 